# Sigebert III
Pour les articles homonymes, voir Sigebert.
Sigebert III ou Sigisbert III, également connu sous le nom de saint Sigisbert, né vers 630 et mort le 1er février 656, est le fils aîné de Dagobert Ier. Il règne sur le royaume d'Austrasie de  639 à 656. Il a été reconnu saint par l'Église catholique, et il est fêté le 1er février.  

## Biographie

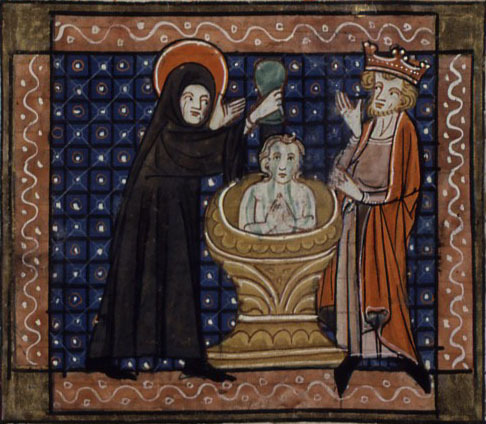
Baptême de Sigebert III. Jacobus De Voragine et enluminé par Richard De Montbaston, Legenda aurea, 1348.

Sigebert est le fils de Dagobert Ier et de Ragnétrude, une concubine. Il fut baptisé en la cathédrale d'Orléans en présence de Dagobert, Éloi, Ega, Dadon, la reine Nanthilde, le trésorier royal Landégisèle ainsi que le référendaire Chadoin en tant que représentant de Burgondie. L'évêque Amand procéda au baptême et Caribert II, frère de Dagobert, parraina Sigebert en le tenant sur les fonts baptismaux. Lors de l'office, Amand récita le pater noster et Sigebert, âgé alors de neuf jours, aurait répondu « Amen ».
Sigebert, Ragnétrude et Adalgisel, maire du palais d'Austrasie, rejoignirent Metz où ils logèrent dans la villa royale de Montigny.
Le royaume d'Austrasie avait été conquis en 613 par son grand-père Clotaire II avec le soutien des aristocrates austrasiens, et ces derniers avaient ensuite exigé un roi particulier, qui avait été Dagobert Ier, nommé roi dès sa majorité en 623. À la mort de Clotaire, Dagobert était devenu roi de Neustrie et de Bourgogne, réunifiant le royaume franc et les nobles austrasiens demandèrent à nouveau un roi particulier, qui fut Sigebert III, nommé en 634. À la mort de Dagobert, la Neustrie passe à son frère cadet Clovis II, mais le pouvoir est détenu par le maire du palais Grimoald Ier, fils de Pépin de Landen.
Radulf, duc de Thuringe nommé par Dagobert en 633, s'allie au duc de Bavière Fara, membre de la dynastie des Agilolfinges, afin de préserver son indépendance. En 640, les troupes de Sigebert menées par Grimoald et Adalgisel battent celles de Fara, qui est tué au combat, tandis que Radulf se réfugie sur la rivière Unstrut. En 642, lors d'une nouvelle bataille, Radulf vainc l'armée de Sigebert et prend le titre de rex Thoringiae, consommant son indépendance. Lors de cette expédition, Grimoald sauve la vie du roi et devient son ami. Après avoir fait éliminer le maire du palais en fonction, Otton, par un complice, il devient à son tour maire du palais d'Austrasie en 643.   
Sigebert épouse Chimnechilde en 647. Après quelques années, ils n'ont toujours pas d'enfants et Grimoald le persuade qu'il n'aura pas d'héritier. Sigebert laisse Grimoald choisir la personne à adopter comme étant son successeur sur le trône d'Austrasie, violant la pratique habituelle qui incombait au choix du conseil des Grands, leudes et évêques approuvé par les Mérovingiens. Grimoald parvient à convaincre le roi d'adopter son propre fils, nommé Childebert. En 651, le roi appose son sceau sur le décret qui fait de Childebert, qui avait alors quinze ans, son fils adoptif. Cependant, cette qualité d'enfant adoptif a récemment été remise en cause. Plusieurs mois après, Chimnechilde est enceinte. Elle accouche l'année suivante d'un fils nommé Dagobert. Le royaume d'Austrasie se retrouvant avec deux héritiers, les leudes demandent au roi d'organiser sa succession. Sigebert déclara qu'il avait fait serment. Aucun évêque n'expliqua au roi que, en théologie, un serment allant contre les lois et l'honneur est invalide.  

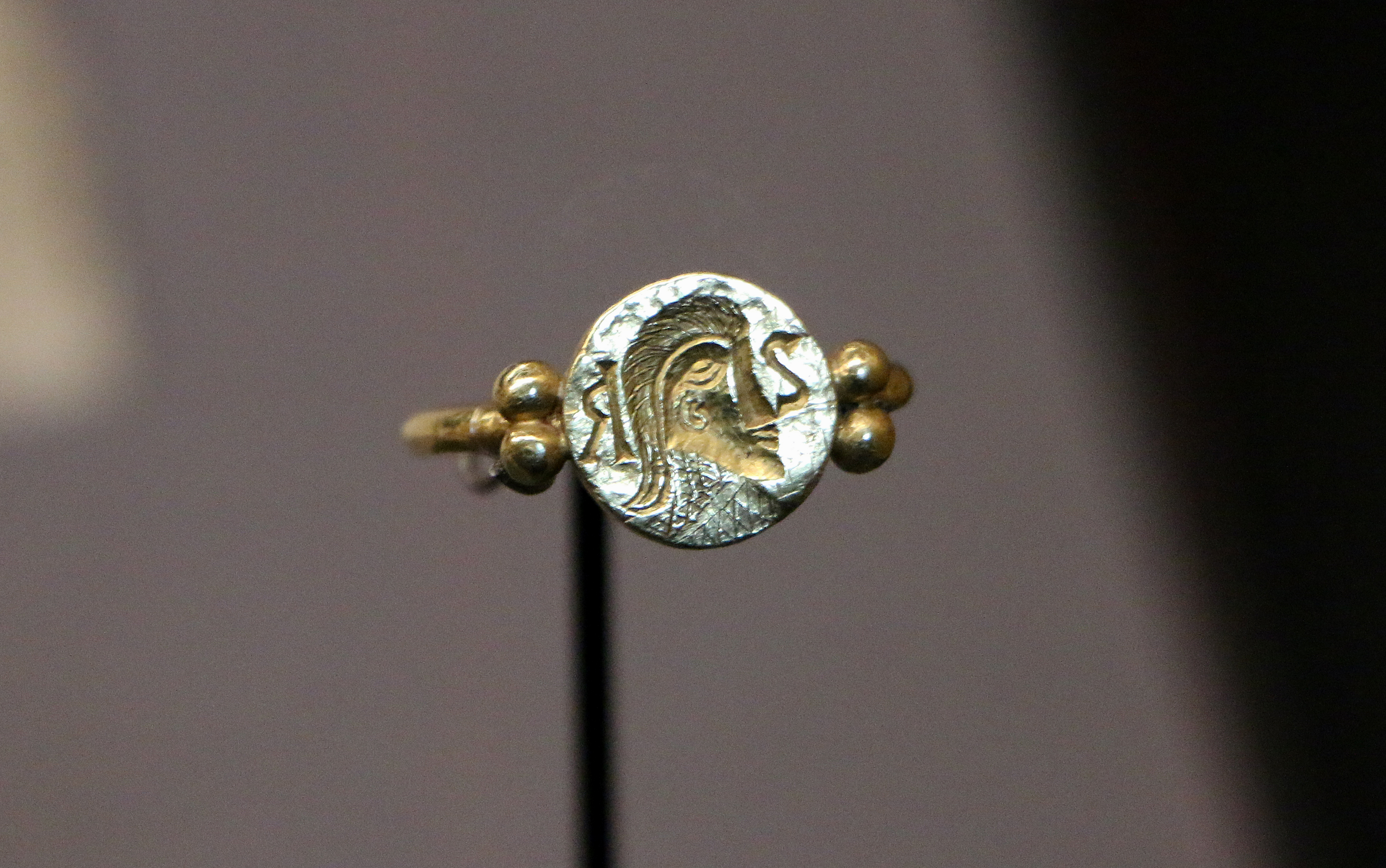
Bague de Sigebert III. Musée national du Moyen Âge de Cluny.

De son union avec Chimnechilde sont issus :
- Dagobert II (v. 652-679), roi d'Austrasie de 676 à 679 ;
- Bilichilde (v. 654-675), épouse de Childéric II et reine des Francs d'Austrasie de 662 à 675.

Sigebert meurt le 1er février 656 à l'âge de 26 ans de maladie. Ses restes, profanés à la Révolution, sont conservés à la cathédrale de Nancy, ville dont il est le saint patron.
Le maire du palais Grimoald Ier se sentant menacé, à la mort du roi le 1er février 656, fait alors tondre en secret le jeune Dagobert, alors âgé de trois ans, dans une chambre du palais de Metz. Durant la nuit, ses serviteurs transportent l'enfant à Boulogne puis naviguent jusqu'à York. Ils remettent Dagobert aux mains du saint évêque Wilfrid pour qu'il le place dans un monastère. Exilé en Irlande, celui-ci devient roi d'Austrasie de 676 à 679.

## Vénération

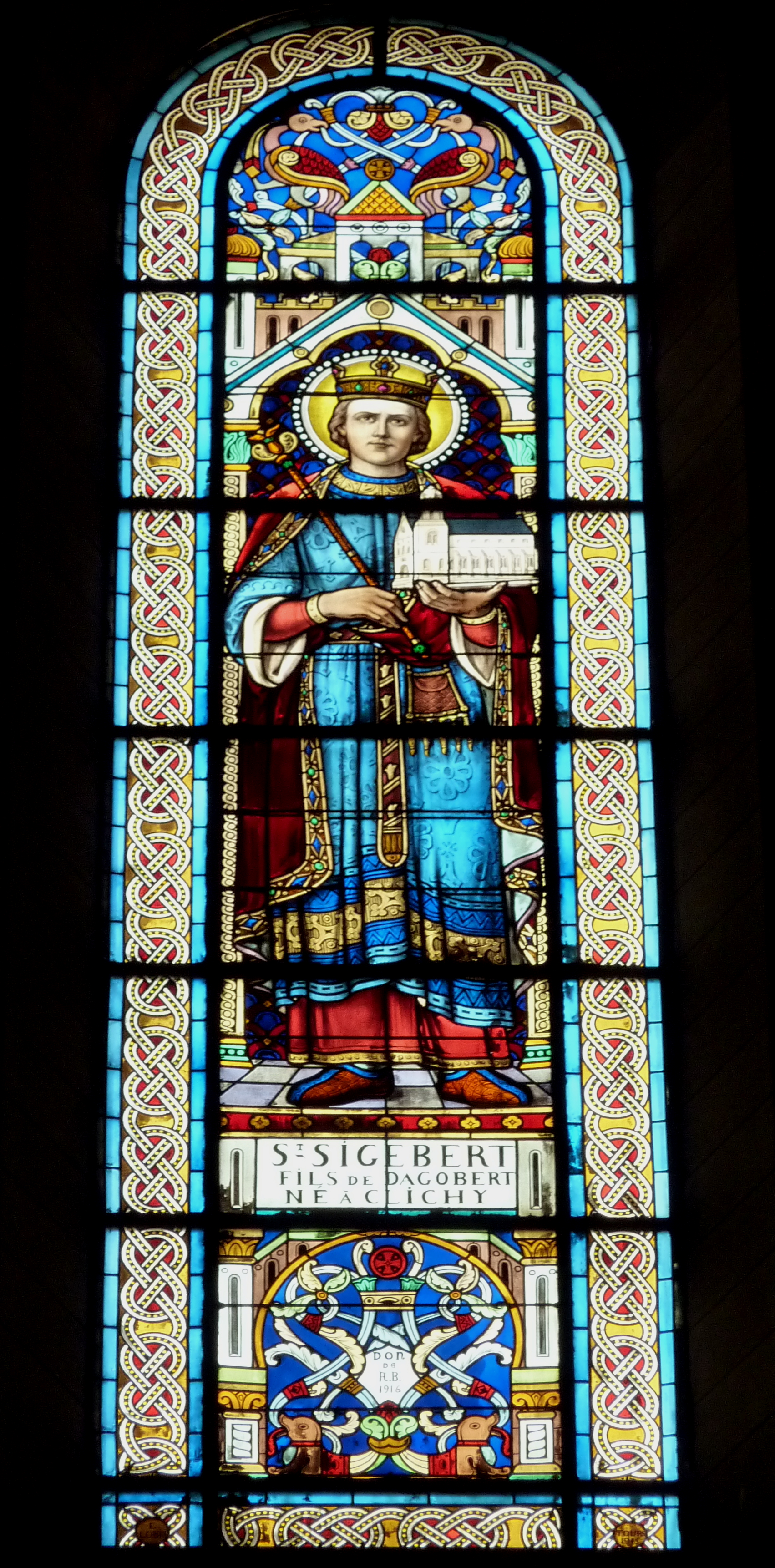
Vitrail de l'église Saint-Vincent-de-Paul de Clichy, présentant St Sigisbert.

Fondateur de plusieurs monastères bénédictins, dont ceux de Stavelot, Malmedy et Cugnon, Sigebert III portait un intérêt particulier à l'abbaye Saint-Martin-devant-Metz, dont il assura la restauration et où il fut inhumé. D'abord objet d'une dévotion strictement locale, il fut reconnu saint cinq siècles après sa mort. Lors de la destruction de l'abbaye en 1552, ses reliques furent transportées dans la ville de Metz, puis à Nancy.   
Bien que la ville de Nancy soit apparue postérieurement au règne du roi austrasien, les ducs qui en avaient fait leur capitale honorèrent particulièrement le saint roi qui les avait précédés en Lorraine, et en firent le saint patron de la capitale ducale. De ce lien établi entre Nancy et saint Sigisbert subsistent de nombreuses traces. Outre l'usage du prénom par les sculpteurs de la famille Adam, le saint a donné son nom au lycée Notre-Dame Saint-Sigisbert, et est particulièrement honoré à la cathédrale de Nancy.

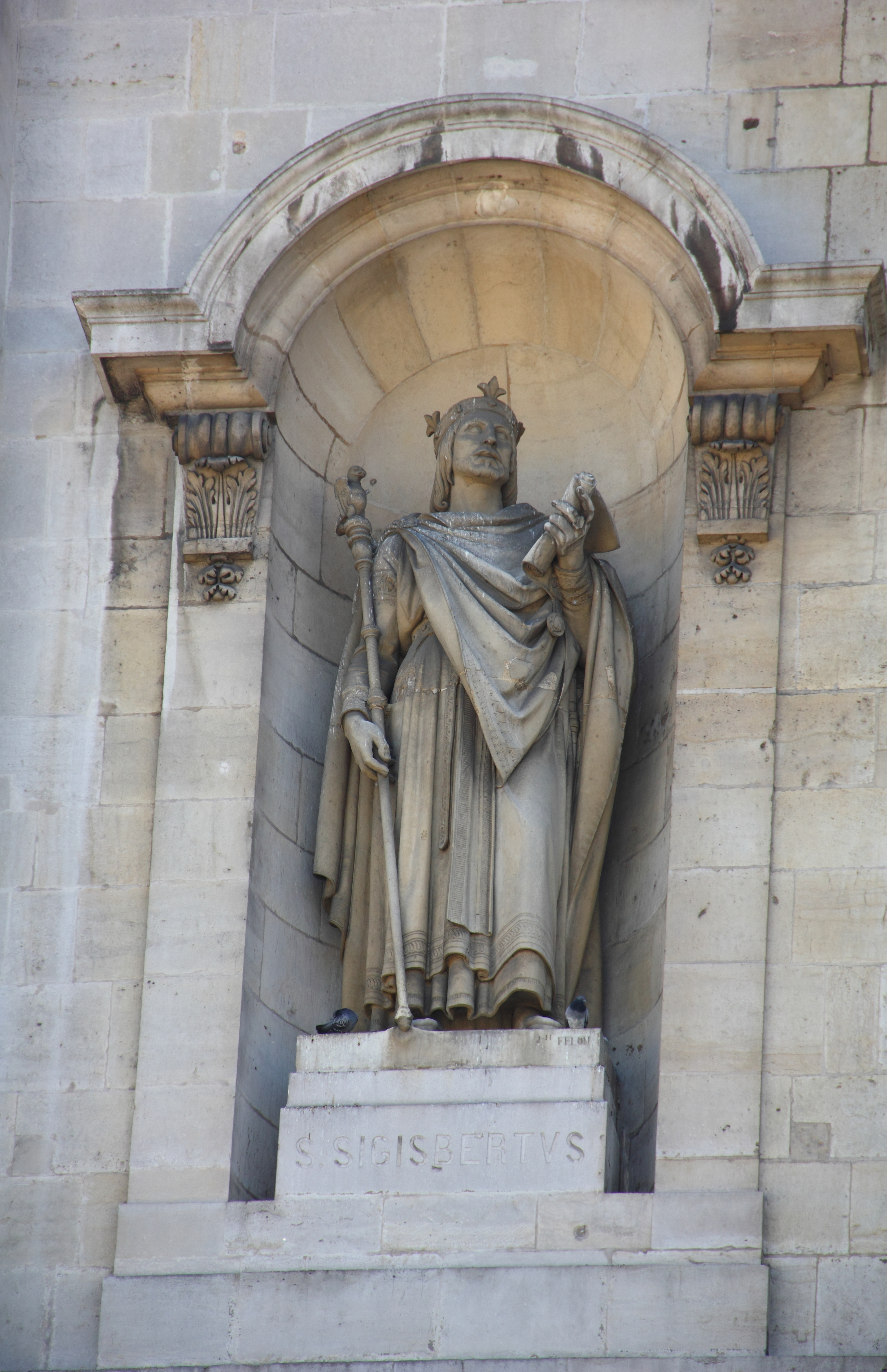
Sculpture de St Sigisbert sur la façade de la cathédrale Notre-Dame-de-L'Annonciation de Nancy.

Si la cathédrale de Nancy est consacrée à Notre-Dame de l'Annonciation, un culte particulier y est rendu à saint Sigisbert. Dans la niche du chœur, ses reliques, profanées pendant la Révolution, ont été remplacées sous le Premier Empire par une statue de la Vierge à l'Enfant de 1669, due à César Bagard. Cependant, quelques débris, dont une côte, ont été sauvés et enfermés dans un nouveau reliquaire en bois doré surmonté d'une couronne, rappelant la condition royale du saint.
Une statue du saint roi orne la façade, une chapelle latérale — où est actuellement conservé le reliquaire — lui est dédiée, et les deux tableaux du chœur dépeignent l'un son couronnement, l'autre le souverain servant les pauvres. La chapelle absidiale de gauche est ornée d'un autre tableau de Saint Sigisbert représentant son apothéose.